# Чемпионат мира по самбо 1995
XIX Чемпионат мира по самбо 1995 года прошёл в городе София (Болгария) 31 августа — 3 сентября. В соревнованиях приняли участие спортсмены из 23 стран: Армении, Беларуси, Болгарии, Грузии, Индии, Казахстана, Кыргызстана, Латвии, Литвы, Молдовы, Монголии, Нигерии, России, Румынии, США, Таджикистана, Туркменистана, Узбекистана, Украины, Швеции, Эстонии, Югославии, Японии. Сборная Татарстана выступала отдельной командой.

## Медалисты
| Весовая категория | Золото                        | Серебро                        | Бронза                                                 |
| ----------------- | ----------------------------- | ------------------------------ | ------------------------------------------------------ |
| до 52 кг          | Джейхун Мамедов · Азербайджан | М. Сиротов · Болгария          | Б. Одиашвили · Грузия Николай Цыпандин · Беларусь      |
| до 57 кг          | Овик Манукян · Армения        | С. Крутков · Болгария          | Г. Мягмар · Монголия Дамир Гильванов · Россия          |
| до 62 кг          | В. Абдулаев · Туркменистан    | Сергей Жарков · Россия         | А. Вакшенев · Украина А. Шлик · Беларусь               |
| до 68 кг          | Иван Нетов · Болгария         | Ашот Маркарьян · Россия        | Б. Демдинсурен · Монголия А. Аназаров · Туркменистан   |
| до 74 кг          | Джондо Музашвили · Грузия     | Шахмураз Гасымов · Азербайджан | Валерий Белов · Россия А. Кузница · Украина            |
| до 82 кг          | Гусейн Хайбулаев · Россия     | Никола Филиппов · Болгария     | А. Журавель · Украина Андрей Карасёв · Татарстан       |
| до 90 кг          | Сергей Лоповок · Россия       | Вано Гамхиташвили · Грузия     | Эльшан Поладов · Азербайджан Цветко Цветков · Болгария |
| до 100 кг         | Очирын Одгэрэл · Монголия     | Георгий Тонков · Болгария      | Евгений Долинин · Беларусь Михаил Илюхин · Россия      |
| свыше 100 кг      | Мурат Хасанов · Россия        | Д. Башаеков · Кыргызстан       | В. Парумашвили · Грузия Олег Грицышин · Украина        |

## Общий медальный зачёт
| Место | Страна      | Золото | Серебро | Бронза | Всего |
| ----- | ----------- | ------ | ------- | ------ | ----- |
| 1     | Россия      | 3      | 2       | 3      | 8     |
| 2     | Болгария    | 1      | 4       | 1      | 6     |
| 3     | Грузия      | 1      | 1       | 2      | 4     |
| 4     | Азербайджан | 1      | 1       | 1      | 3     |
| 5     | Монголия    | 1      | 0       | 2      | 3     |
| 6     | Украина     | 0      | 0       | 4      | 4     |